# HMS Hermes (R12)
El HMS Hermes (R12) fue un portaviones de la clase Centaur perteneciente a la Marina Real británica. Fue el último buque británico de su tipo convencional después de la Segunda Guerra Mundial. Fue planeado, al principio, con el nombre HMS Elephant.

## Historia
Su construcción, fue iniciada en Inglaterra por Vickers-Armstrong, durante la Segunda Guerra Mundial, y fue suspendida en 1945. Se reanudó posteriormente en 1952, tras aplicarse cambios estructurales en el casco, que fue botado el 16 de febrero de 1953 para entrar en servicio en la Marina Real británica. Su construcción fue nuevamente suspendida durante 4 años, para instalar una plataforma de aterrizaje lateral, inclinada a 4 grados respecto al eje longitudinal del buque y se reanudó nuevamente en 1957. Finalmente entró en servicio el 18 de noviembre de 1959 como HMS Hermes después de extensas modificaciones, incluida la instalación de un Radar 3D.

### Propuesta de operación con Phantom F-4
El Lord Civil Lord del almirantazgo John Hay declaró en el parlamento el 2 de marzo de 1964 que los nuevos aviones de combate F-4 «Los Phantoms operarán desde el Hermes, Eagle y los nuevos portaaviones de esta clase, cuando sean construidos… Nuestros actuales informes y asesoramiento, indican que serán capaces de operar desde el Hermes después de que este sea modernizado» con una extensión lateral de la pista de aterrizaje. Después de las modificaciones acaecidas en 1966, El HMS Hermes hubiera podido operar F-4K Phantom, sin uso de postquemadores, con un peso de unas 50000 lbs desde la catapulta de babor de 174 pies, o en configuración de caza, con hasta 40000 lbs,  desde la catapulta de estribor, de 151 pies, ambas a proa.

### Propuesta de transferencia a Australia
Un informe de 1966, indicaba que el Hermes sobrepasaba los requerimientos operacionales de la Royal Navy, por lo que fue ofrecido a la Armada Real Australiana como reemplazo del HMAS Melbourne (R21). En 1968, el Hermes tomó parte en unos ejercicios navales combinados con la RAN, durante los cuales fue visitado por altos oficiales de la RAN y representantes gubernamentales de Australia mientras que, los aviones caza navales A-4 Skyhawk y S-2 Tracker de la RAN, realizaban prácticas de apontaje y despegue desde el portaaviones. La oferta, fue rechazada debido a los altos costes de operación y mantenimiento.

### Guerra de los Seis Días
En 1966, durante la Guerra de los Seis Días, Egipto cerró el Estrecho de Tirán, a la navegación israelí en mayo de 1967, El Reino Unido y los Estados Unidos, contemplaron la formación de una flota internacional, para volver a abrir el estrecho al tráfico marítimo internacional si fuera necesario. En los planes estaba previsto que el HMS Hermes formara parte de la flota internacional. La guerra terminó antes de que dicho plan llegara a materializarse.
Hasta el año 1970 estuvo destinado en el Océano Índico. Fue modernizado en Portsmouth desde 1980 hasta junio de 1981, periodo en el que se le instaló una nueva rampa ski jump de 12 grados, para facilitar las operaciones de los nuevos aviones Sea Harrier, que entrarían en operación para equipar la Royal Navy, lo que permitió una nueva función operativa para este buque.

### Guerra de las Malvinas
En el año 1982 el HMS Hermes se encontraba en proceso de retiro tras una revisión del Ministerio de Defensa. El inicio de las hostilidades entre el Reino Unido y la Argentina por las islas Malvinas el buque formó parte de la Fuerza de Tareas 317 junto al portaviones HMS Invincible. El buque zarpó el 3 de abril de 1982 al sur de América del Sur. Su grupo aéreo embarcado se compuso por 16 aviones Sea Harrier FRS.1 de la Marina Real y 10 Harrier GR.3 de la Real Fuerza Aérea británica. Además contaba con 10 helicópteros Sea King, un escuadrón del Servicio Aéreo Especial uno del Cuerpo de Marines Reales.

### Después de la Guerra de las Malvinas
Después de su regreso del conflicto, el HMS Hermes entró en reparaciones durante cuatro meses hasta noviembre de 1982, y gracias a su nueva función de operar los aviones Sea Harrier, se mantuvo en servicio en la Royal Navy. Posteriormente, tomó parte en los ejercicios de la OTAN en el Atlántico Norte y el mar Mediterráneo. En el otoño de 1983 tomó parte en su último ejercicio, la Operación Ocean Safari, donde volvió al papel de portaaviones de ataque, embarcando 12 Sea Harrier, 10 Harrier GR.3 de la RAF y 10 helicópteros pesados Sea King. Después de este ejercicio regresó al Reino Unido para una reparación menor.
En 1983, cuando fue cancelada la propuesta de venta del HMS Invincible (R05) a la Armada Real Australiana tras la Guerra de las Malvinas, se presentó una oferta para vender al HMS Hermes y un escuadrón de aviones caza navales Sea Harrier a Australia para reemplazar al HMAS Melbourne. Sin embargo, El gobierno australiano decidió no comprarlo.
El HMS Hermes sirvió en la Marina Real hasta el 12 de abril de 1984, momento en el que fue puesto en reserva y dado de baja, por ser un portaaviones muy grande y con un alto costo de operación.

### Su venta a la Armada de la India

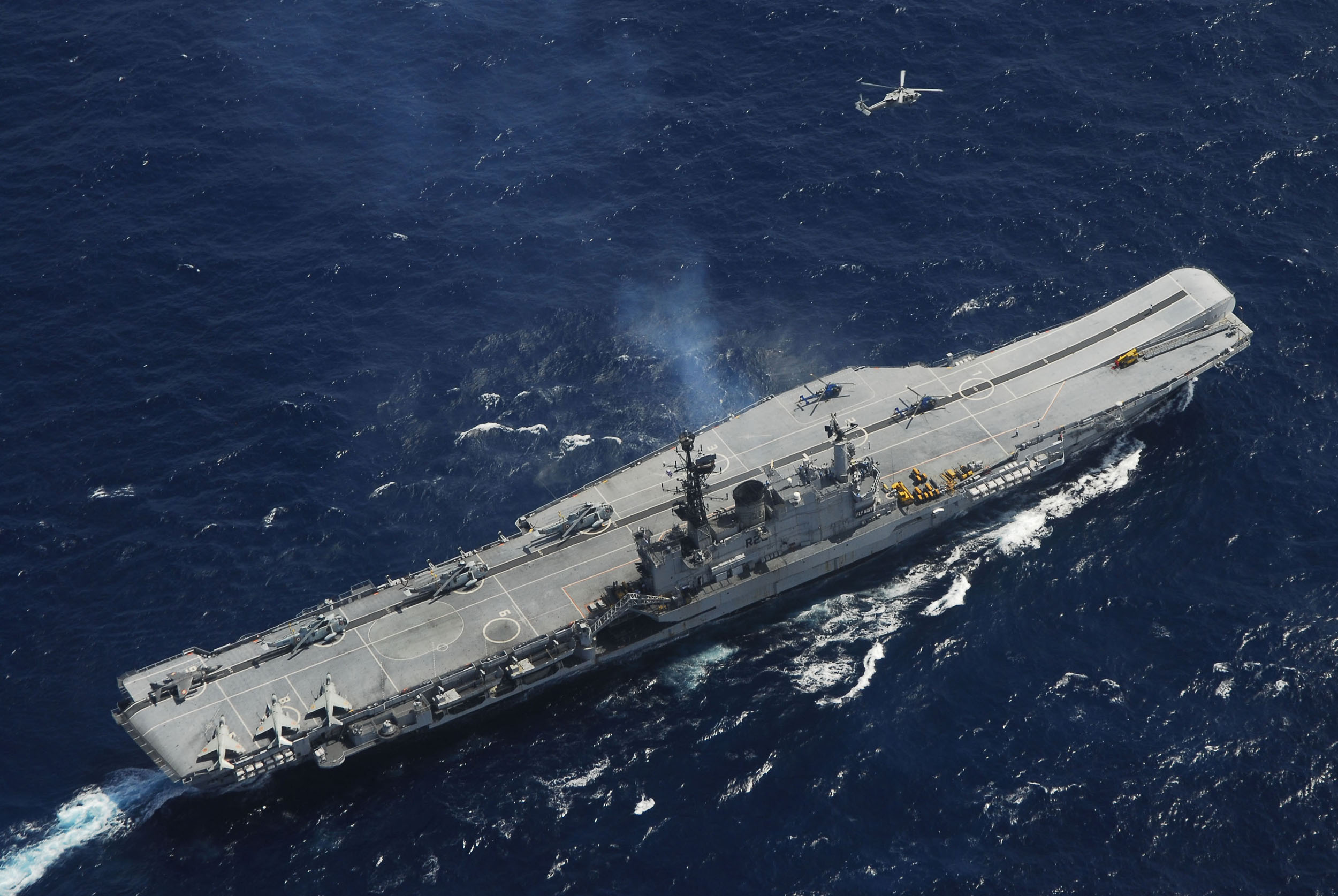
El INS Viraat (R22) en 2007.

Después de evaluar los buques de varios países, particularmente del Giuseppe Garibaldi de Italia, la Armada de la India compró el buque en abril de 1986, Reanudando su servicio activo, como INS Viraat (En sánscrito: विराट, Virāṭ. "Gigante" ) y convirtiéndose en el buque insignia de la Armada de la India. Se le realizó una extensa reforma y modernización en  Plymouth , Inglaterra, para permitir la operatividad continua de la nave en la década siguiente. se le instaló una nueva dirección de tiro, nuevos radares de navegación, se mejoró la protección NBQ, las ayudas de cubierta para el aterrizaje. Sus calderas, fueron modificadas para utilizar fueloil.
En septiembre de 1993, la sala de máquinas del INS Viraat  se inundó, poniendo el barco fuera de servicio durante varios meses. En 1995, el buque estaba de vuelta en el servicio activo, con un nuevo radar de búsqueda aérea.
Entre julio de 1999 y abril de 2001, el INS Viraat se le realizó otra modernización para posibilitar la extensión de vida útil. Se volvieron a actualizar los sistemas de propulsión, se añadió un paquete de sensores de sonar, se introdujeron modernos sistemas de comunicación, un radar de vigilancia de largo alcance, sistemas de armas, sistemas de emergencias, un hangar con cortafuegos. Se renovaron los ascensores de aeronaves, para reducir el tiempo de reacción en caso de un ataque y se instaló un sistema de alarma de inundación nuevo. A principios de junio de 2001, El INS Viraat, volvió de nuevo al servicio después de casi dos años de remodelación.
El buque, tomó parte en la revista naval internacional de Bombay de febrero de 2001 y estaba asignado para el entrenamiento de guardia marinas, pilotos navales y preparar a la marina, para la llegada de un nuevo portaaviones, transporta el caza naval British Aerospace Sea Harrier, fabricado en Inglaterra.
En 2017 el buque fue dado de baja y desguazado.

## Grupo Aéreo

### Periodo hasta 1970:[8]
- Escuadrón 801 7 Buccaneers S2
- Escuadrón 893 12 De Havilland DH.110 Sea Vixen FAW2
- Escuadrón 849 A flt. 4 Fairey Gannet AEW3
- Escuadrón 814 5 Helicópteros Westland Wessex HAS3 Antisubmarino
- 1 Helicóptero Wessex HAS1 búsqueda y rescate

### Periodo hasta 1971 - 1985
- Escuadrón 800 8 Sea Harrier de combate FRS1
- Escuadrón 826 9 Sea King ASW HAS5

### Periodo 1986-2011 (como INS Viraat)
- Sea Harrier FRS51
- Kamov Ka-31 Helix-B
- Kamov Ka-28 Helix-A
- Sea King Mk. 42B
- Sea King Mk. 42C